# (5562) Sumi
(5562) Sumi est un astéroïde de la ceinture principale.

## Description
(5562) Sumi est un astéroïde de la ceinture principale. Il fut découvert le 4 novembre 1991 à Kushiro par Seiji Ueda et Hiroshi Kaneda. Il présente une orbite caractérisée par un demi-grand axe de 2,49 UA, une excentricité de 0,11 et une inclinaison de 7,6° par rapport à l'écliptique.

## Compléments